# 金明池

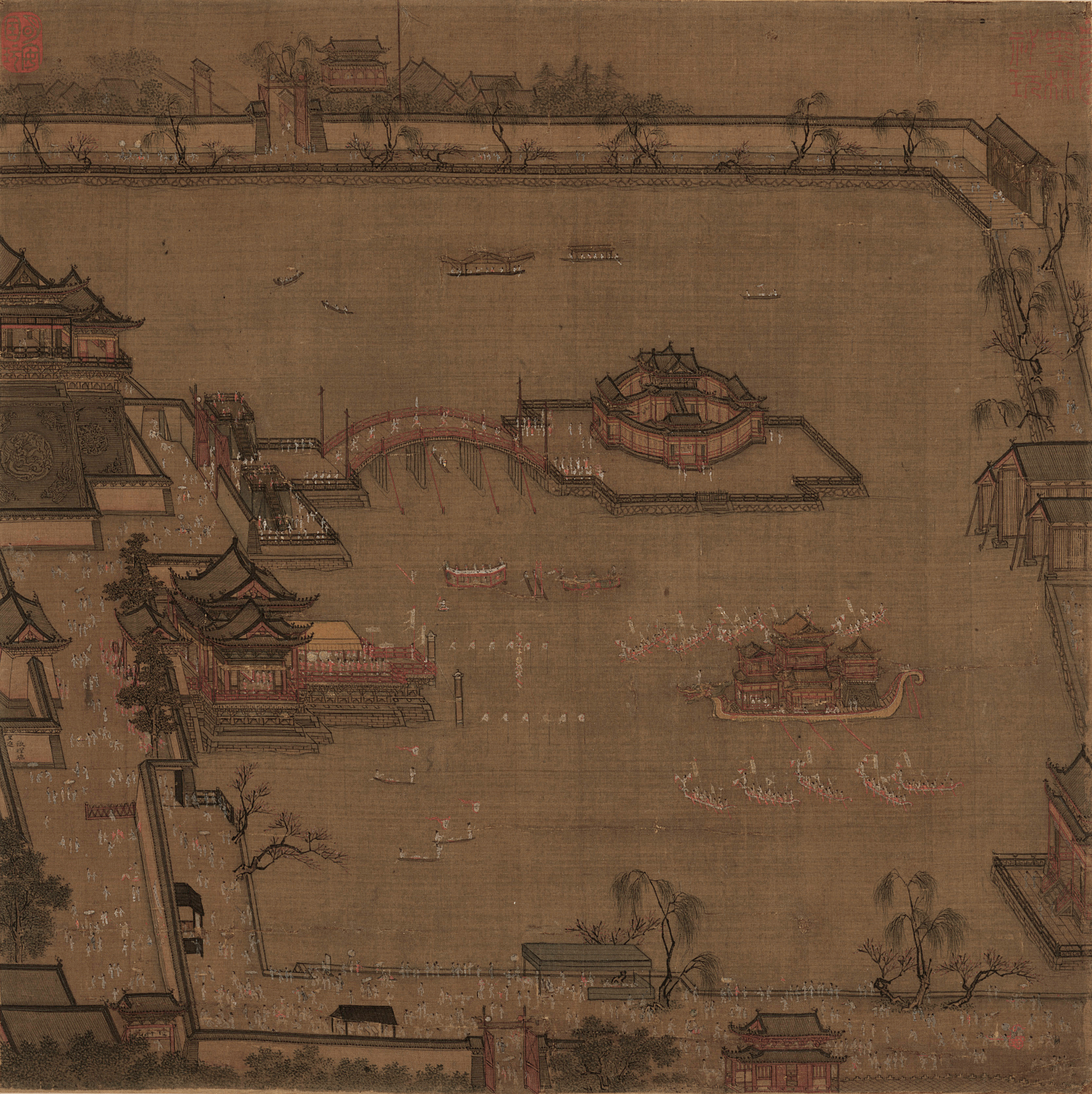
北宋张择端作 金明池爭標圖

金明池中国北宋开封府東京城皇家水上园林。位于北宋东京城西郊，建于宋太宗太平兴国元年至三年（公元976年—公元979年）。初将金明池用于训练水军，後改为皇家水上园林。宋钦宗靖康二年（公元1127年）金军攻取北宋东京城，金明池遂廢。